# Пуерто ел Камичин (Акила)
Пуерто ел Камичин (шп. Puerto el Camichín) насеље је у Мексику у савезној држави Мичоакан у општини Акила. Насеље се налази на надморској висини од 560 м.

## Становништво
Према подацима из 2005. године у насељу је живело 10 становника.

### Хронологија
| Година       | 2000       | 2005 |
| ------------ | ---------- | ---- |
| Становништво | 15 (9 / 6) | 10   |

### Попис
| # | Индикатор                        | Вредност |
| - | -------------------------------- | -------- |
| 1 | Укупно појединачних домаћинстава | 2        |